# Smlouva z Cateau-Cambrésis
Smlouva z Cateau-Cambrésis z dubna 1559 ukončila italské války (1494–1559). Skládala se ze dvou samostatných smluv – jedné mezi Anglií a Francií dne 2. dubna a druhé mezi Francií a Španělskem dne 3. dubna. Ačkoli nebyl signatářem, obě smlouvy schválil císař Ferdinand I., protože se mnoho územních výměn týkalo států Svaté říše římské.

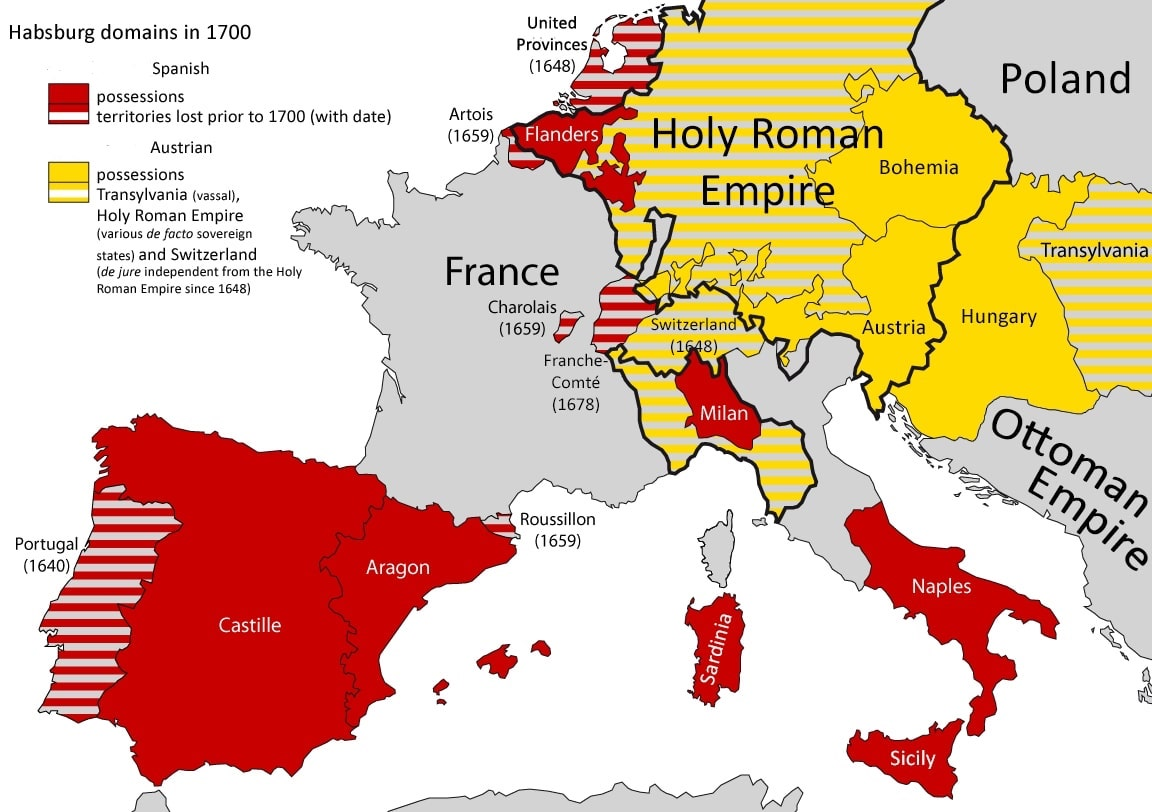
Rozdělení habsburských držav v roce 1556

Jindřich II. Francouzský se vzdal nároků na italská území ovládaná Filipem II. Španělským (jižní království Neapolska, Sicílie a Sardinie spolu s Milánským vévodstvím na severu), obnovil nezávislost Savojska, vrátil Korsiku Janovu a formálně uznal protestantku Alžbětu I. jako anglickou královnu namísto její katolické sestřenice Marie, královny skotské. Výměnou za to Francie posílila své jižní, východní a severní hranice, potvrdila držení Trojbiskupství a znovudobytí Calais od Anglie.

## Pozadí
Italské války mezi dynastií Valois a Habsburky začaly v roce 1494 a trvaly více než 60 let. Po většinu tohoto období ovládal Španělsko a Svatou říši římskou císař Karel V., dokud v lednu 1556 neabdikoval a nerozdělil své državy. Země habsburské monarchie, často označované jako „Rakousko“, připadly jeho bratru Ferdinandovi, který byl zároveň zvolen císařem Svaté říše římské. Jeho syn Filip II. Španělský, který se v červenci 1554 oženil s Marií I. Anglickou, už vládl Nizozemí a Milánsku. K těmto državám byly přidány Španělská říše, Neapolsko, Sicílie a Sardinie.
Toto rozdělení bylo způsobeno především složitostí správy dvou rozsáhlých říší, ale také rozdílnými strategickými prioritami. Zatímco Španělsko bylo globální námořní velmocí, rakouští Habsburkové se soustředili na upevnění své moci v Německu a zvládání hrozby Osmanské říše. Dalším rozdílem byl přístup k reformaci a šíření protestantismu. V Německu vedly konflikty mezi luteránskými a katolickými knížaty v roce 1552 k druhé šmalkaldské válce, která byla v roce 1556 ukončena uzavřením Augšpurského míru.
Na rozdíl od Ferdinanda, který upřednostňoval kompromis se svými protestantskými poddanými, Karel a Filip reagovali na růst kalvinismu v Nizozemí represemi. Tato politika nakonec vedla k nizozemské válce za nezávislost v roce 1568. Přestože obě habsburské větve spolupracovaly, když se jejich cíle shodovaly, Ferdinand se více soustředil na stabilizaci říše a boj s Osmany. Filip pokračoval ve válce, ale uznával, že mír s Francií mu umožní zaměřit se na potlačení nizozemského povstání. Díky vítězstvím u St. Quentinu v roce 1557 a Gravelines v srpnu 1558 mohl vyjednávat z pozice síly.

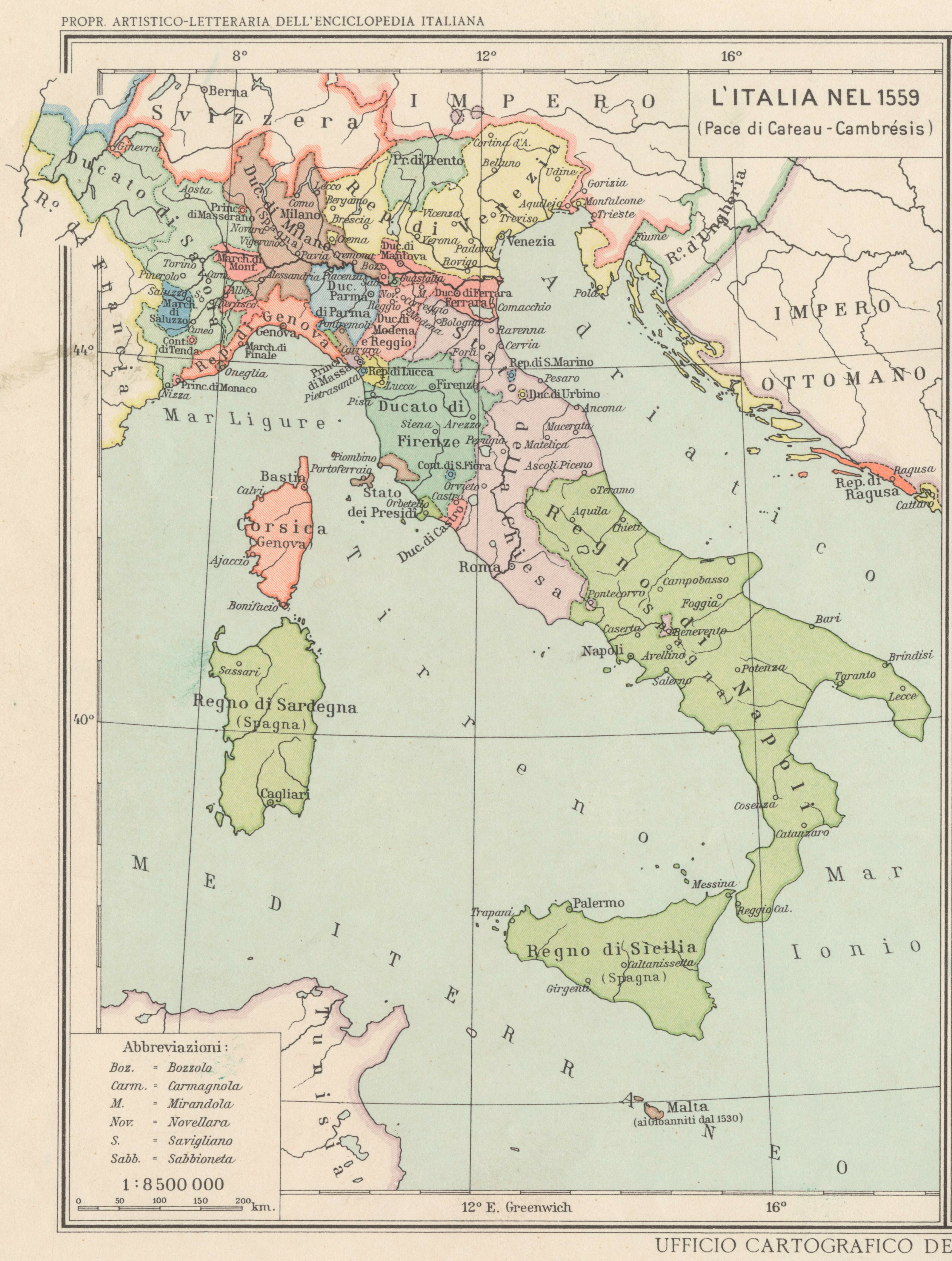
Itálie v roce 1559

Navzdory těmto úspěchům měl Filip vážné finanční problémy a v prosinci 1558 informoval svého velitele ve Flandrech, Emanuela Filiberta, že už nemůže platit své vojáky. Podobné problémy měly i Francie, což vedlo Jindřicha II. k tomu, aby usiloval o dohodu, zejména poté, co Francie v roce 1552 obsadila Trojbiskupství a v lednu 1558 znovu dobyla Calais. Kromě toho vnitřní rozkoly způsobené šířením protestantismu ve Francii prohloubily rozpory mezi šlechtou a nakonec vedly k vypuknutí francouzských náboženských válek v roce 1562.
Také Anglie chtěla ukončit válku, do níž vstoupila jako spojenec Španělska, což se nakonec ukázalo jako nešťastné rozhodnutí. Ztráta Calais po více než 200 letech těžce poškodila anglickou prestiž a připravila Anglii o klíčovou opěrnou základnu, která umožňovala anglickým vojskům snadný přístup na evropský kontinent.

## Jednání

### Marck a Vaucelles
Po třech letech války začaly francouzský i španělský dvůr už v listopadu 1554 podnikat kroky k mírovým jednáním. První vážná mírová jednání mezi Francií a Španělskem, i když pouze předběžná, se konala v červnu 1555 na konferenci v Marcku, která probíhala v tehdy neutrální anglické enklávě v oblasti Calais. Obě strany však udělaly chyby a konference skončila neúspěchem – obě mocnosti sice chtěly mír, ale ještě nebyly připraveny na smíření. Tento neúspěch vedl oba krále k touze po odplatě, ale vzhledem k vyčerpání vojenských i finančních možností zůstali převážně v defenzivě a vojenská situace se příliš nezměnila.
V říjnu 1555 se diplomacie znovu rozběhla a 5. února 1556 bylo uzavřeno příměří ve Vaucelles, které bylo do jisté míry výhodné pro Francii. Namísto kroku k trvalému míru se však příměří ukázalo být jen krátkou přestávkou ve válce. Neustálá touha po pomstě vedla k mnoha incidentům během jednání a podmínky příměří nebyly nikdy plně dodrženy. Válka se naplno obnovila v září 1556, když Španělsko napadlo Papežský stát, který podporoval Francii.
Zpočátku se obě strany snažily konflikt omezit pouze na papežská území, ale do prosince 1556 již probíhaly přípravy na obnovu bojů na všech frontách. Dne 6. ledna 1557 provedl Gaspard II. de Coligny, francouzský guvernér Pikardie, překvapivé útoky na Douai a Lens ve Španělském Nizozemí. Rozhodujícím bodem se však stalo vítězství Španělů v bitvě u St. Quentinu (10.–27. srpna 1557). Anglie mezitím vstoupila do války na straně Španělska, na druhé straně Francie postupně ztrácela jednoho spojence za druhým, včetně papeže, který 12. září 1557 podepsal separátní mír s císařem Karlem V.
Jindřich II. však dokázal překvapit jak spojence, tak nepřátele, když v lednu 1558 dobyl Calais. Kromě toho 19. dubna 1558 sjednal sňatek mezi skotskou královnou Marií Stuartovnou a svým synem Františkem. Přestože tato opatření plně nevykompenzovala francouzskou porážku u St. Quentinu, umožnila Jindřichovi zachovat si čest a zajistit si lepší pozici při mírových jednáních.

### Marcoing
Mírová jednání mezi Španělskem, Anglií a Francií začala na začátku roku 1558, ale dosáhla jen malého pokroku. Francie odmítla uvažovat o požadavku Marie I. Tudorovny na navrácení Calais, přičemž její manželství s Filipem II. ztěžovalo Anglii možnost jednat samostatně.
Francouzsko-španělská jednání v Marcoingu poblíž Cambrai, která iniciovala Francie, trvala pouze tři dny (15.–17. května 1558) a nevedla k žádnému výsledku. Hlavními důvody byly probíhající obléhání Thionville, španělský státník Granvelle, který se snažil jednáním získat čas na přípravu španělské armády v Nizozemí na další boje, a skutečnost, že obě strany nedokázaly najít diplomatický kompromis.

### Cercamp a Cateau
Vyjednávání vedla řada významných diplomatů:
- Předsedající vyjednavačka: Kristina Dánská, bývalá vévodkyně lotrinská[16]
- Španělská delegace: Antoine Perrenot de Granvelle, Fernando Álvarez de Toledo (3. vévoda z Alby), Vilém I. Oranžský, Ruy Gómez de Silva[17]
- Francouzská delegace: Anne de Montmorency, Jacques d'Albon (markýz de Fronsac), Karel de Guise (kardinál lotrinský), Jean de Morvilliers (biskup orleánský), Claude de l'Aubespine[17]
- Anglická delegace: Henry Fitzalan (12. hrabě z Arundelu), Thomas Thirlby (biskup elyský), Nicholas Wotton (děkan canterburský a yorský), William Howard (baron Howard z Effinghamu)[17]

Diplomaté z dalších států se jednání nesměli účastnit, což postavilo do nevýhodné pozice italské státy, o jejichž osudu se rozhodovalo bez jejich přítomnosti.
Klíčové otázky jednání (říjen 1558 – duben 1559):
1. Budoucnost anglické enklávy Pale of Calais, kterou okupovala Francie.
2. Osud území v severozápadní Itálii (Piemont, Montferrat, Milánské vévodství).
3. Navrácení pevností v Pikardii (St. Quentin, Le Catelet, Ham), které patřily Francii, ale okupovalo je Španělsko.

Vyjednávání probíhalo ve dvou kolech:
- Klášter Cercamp u Fréventu (12. října – 26. listopadu 1558)
- Le Cateau-Cambrésis (10. února – 3. dubna 1559)

Formální jednání probíhala v rezidenci Kristiny Dánské, neformální rozhovory se vedly v soukromých místnostech diplomatů nebo cestou na obědy.
Strategie jednotlivých stran byly následující:
- Francie chtěla získat zpět pevnosti v Pikardii, udržet si Calais a posílit své pozice v severní Itálii. Byla ochotna vzdát se Milána za adekvátní kompenzaci a kompromisem vyřešit situaci v Savojsku, pokud by jí zůstalo několik dobře opevněných míst.
- Španělsko požadovalo, aby se Jindřich II. vzdal všech nároků na území v Itálii (Piemont, Korsiku, Sienu a část Montferratu). Používalo okupovaná území v Pikardii jako vyjednávací páku. Emanuel Filibert Savojský trval na návratu téměř celého savojského území.
- Anglie a Francie si navzájem tvrdě nárokovaly Calais. Španělsko podporovalo Anglii, ale nechtělo riskovat mír s Francií.

Smrt Marie I. v listopadu 1558 a nástup její protestantské nevlastní sestry Alžběty I. změnily dynamiku jednání. Anglie nyní více potřebovala mír a stabilitu než návrat Calais. Francie měla navíc páku v podobě Marie Stuartovny, katolické manželky budoucího krále Františka II., která si činila nárok na anglický trůn. To otevřelo možnost separátní anglicko-francouzské dohody, a proto v prosinci 1558 dorazil do Francie nový anglický vyjednavač Nicholas Wotton, aby vedl neoficiální jednání mimo hlavní rozhovory v Le Cateau.
Filip II. Španělský, ačkoliv neměl rád Alžbětinu protestantskou víru, si uvědomoval, že katolička Marie Stuartovna na anglickém trůnu by byla ještě horší scénář. Pokud se Anglie chystala uzavřít mír, Španělsko si nemohlo dovolit zůstat izolované. Filip navíc v únoru 1559 přiznal, že jeho finanční situace byla katastrofální, což uspíšilo jeho ochotu k dohodě.
Dne 12. března 1559 byla v Cateau-Cambrésis uzavřena předběžná mírová dohoda mezi Francii, Skotskem a Anglií.

## Podmínky
Bertrand Haan (2010) uvedl, že až do vydání jeho práce „jednotlivé akty tvořící Smlouvu z Cateau-Cambrésis nikdy nebyly předmětem vědecké edice vycházející z původních dokumentů,“ přičemž poznamenal, že Jean Dumontův Corps universel diplomatique (1728) „zůstává referenčním zdrojem, ale je založen na pozdějších kopiích.“ Haanova edice z roku 2010 vychází z kopií a kolací ze 16. století (články v původních smlouvách zřejmě nebyly opatřeny názvy ani číslováním), protože neměl přístup k originálům.
Také zahrnul několik doprovodných dokumentů k hlavní smlouvě: traîté des particuliers (smlouvu o majetku, územních nárocích nebo omilostnění prelátů, velmožů a finančníků), dále prohlášení o vyloučení Christopha von Roggendorfa a Juana de Luny ze smlouvy a dohodu o výměně zajatců mezi Montmorencym a Albou. Rozhodl se však nezveřejnit anglo-francouzskou dohodu, přičemž uvedl, že její originály jsou uchovávány jako „J 652, č. 32“ v Trésor des Chartes v Národním archivu Francie a jako „E 30/1123“ v Exchequer ve veřejném archivu Spojeného království, nyní (Národní archiv).

### Uzavřené smlouvy:
- 2. dubna 1559: Anglo-francouzská smlouva mezi královnou Alžbětou I. a králem Jindřichem II.[26]
  - 2. dubna 1559: Anglo-skotská smlouva mezi královnou Alžbětou I., Marií Stuartovnou a budoucím Františkem II.[26]
  - (Související) 5. července 1560: Edinburská smlouva mezi Alžbětou I., Marií Stuartovnou a Františkem II.[29]
- 3. dubna 1559: Francouzsko-španělská smlouva mezi králem Jindřichem II. a Filipem II.[26]
  - 3. dubna 1559: Traîté des particuliers (dohoda o konkrétních majetkových otázkách)[26]
  - 3. dubna 1559: Prohlášení o vyloučení Roggendorfa a Luny ze smlouvy[26]
  - 3. dubna 1559: Dohoda o výměně zajatců mezi Montmorencym a Albou[26]

### Francouzsko-španělská dohoda
- Jindřich II. Francouzský uznal Filipa II. Španělského jako vládce Milána a Neapole.[30]
- Jindřich II. se vzdal dědičných nároků na Milánské vévodství (ovládané Španělskem a součást Svaté říše římské)[31] a uznal španělskou kontrolu nad Neapolským královstvím,[30] Sicilským královstvím a Sardinským královstvím.[32]
- Jindřich a Filip se zavázali usilovat o svolání a konání svaté univerzální rady, nezbytné pro reformaci a sjednocení celé křesťanské církve v pravé jednotě a harmonii (článek 2).[33]
- Španělsko vrátilo Saint-Quentin, Ham, Le Catelet a další místa na severu Francie, která dobylo během války (článek 11).[33]
- Jindřich potvrdil převod Montferratského markrabství pod Mantovské vévodství (ovládaného spojenci Španělska a součást Svaté říše římské) z roku 1536 (články 21–22).[33]
- Francie vrátila ostrov Korsiku Janovské republice (spojenci Španělska a součást Svaté říše římské).[31] Francouzští a janovští obchodníci získali plný přístup do přístavů obou zemí (článek 24).[30]
- Francie uznala dobytí Sienské republiky (spojence Francie) Florentskou republikou (spojence Španělska a součást Svaté říše římské) v roce 1555 a postoupila území Presidi Filipovi II. (článek 25).[30]
- V rámci podmínek se Emanuel Filibert, vévoda savojský, oženil s Jindřichovou sestrou Markétou Francouzskou, zatímco Jindřichova nejstarší dcera Alžběta z Valois se stala třetí manželkou Filipa II. (články 26–33).[34]
- Francie se stáhla z Piemontu a vrátila Savojské vévodství a Piemont Emanuelovi Filibertovi, vévodovi savojskému,[31] kvůli jeho vítězství u Saint-Quentinu.[18] Emanuel Filibert se zavázal zůstat neutrální v případě budoucího konfliktu (články 33–43).[pozn. 4]
- Francie si ponechala pět pevností v severní Itálii: poblíž Turína (Thurin), Cherasca (Quiers), Pinerola (Pignerol), Chivassa (Chivaz) a Villanovy d'Asti (Villeneufve d'Ast) (článek 34).[36]

- Francie si ponechala Trojbiskupství (Toul, Metz a Verdun), která jí postoupil Mořic Saský za podporu během druhé šmalkaldské války v roce 1552 (článek 44).[31][pozn. 5]

### Anglo-francouzská dohoda
- (Články 7, 8 a 14) Anglie udělila Francii držení Calais (obsazeného Francií v roce 1558)[31] na počáteční období osmi let (článek 7). Tento mechanismus měl umožnit Anglii zachovat si čest. Ačkoliv se Alžběta I. pokusila v roce 1562 využít francouzské občanské války k vyjednání návratu Calais, město zůstalo nadále pod francouzskou kontrolou.

## Důsledky

### Oslavy

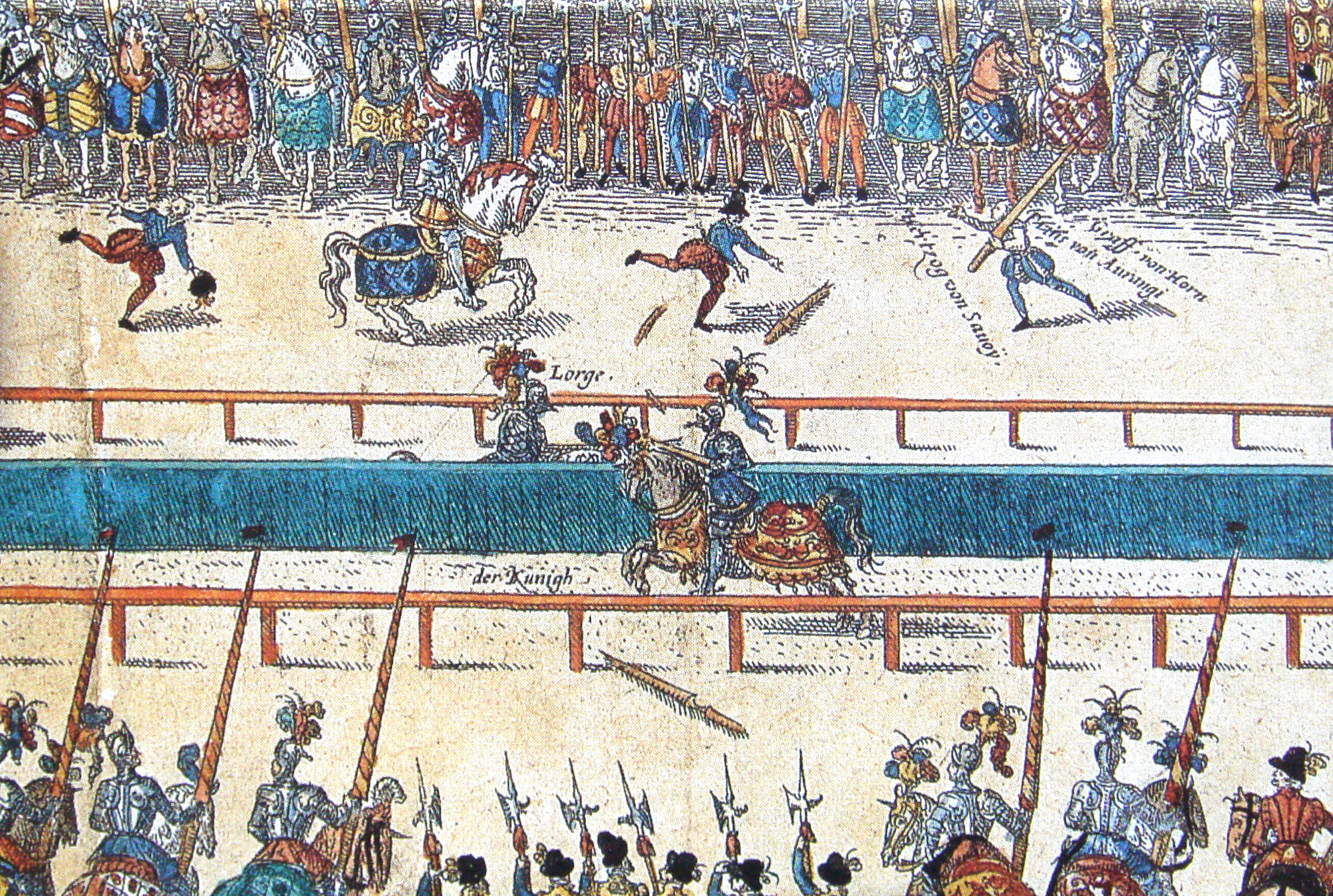
Smrtelný turnaj mezi Jindřichem II. a Montgomerym

Emmanuel Filibert, vévoda savojský, se oženil s Markétou Francouzskou, vévodkyní z Berry, sestrou Jindřicha II. Francouzského. Filip II. Španělský se oženil s Alžbětou, dcerou Jindřicha II. Francouzského. Tato sňatková dohoda, často přehlížená, byla označována za „nejdůležitější manželskou smlouvu 16. století“.
Během turnaje pořádaného 1. července na oslavu míru byl král Jindřich II. zraněn při souboji s Gabrielem Montgomerym, kapitánem Skotské gardy na francouzském dvoře. Tříšť z Montgomeryho zlomeného kopí pronikla do Jindřichova oka a způsobila subdurální krvácení (i když úlomky nikdy plně nepronikly do mozku). Král zemřel o deset dní později, 10. července 1559.
Po něm nastoupil na trůn jeho patnáctiletý syn František II., který však zemřel v prosinci 1560. Následníkem se stal jeho desetiletý bratr Karel IX.
Následná politická nestabilita, spojená s náhlou demobilizací tisíců vojáků, kteří často zůstali bez vyplaceného žoldu, vedla v roce 1562 k vypuknutí francouzských náboženských válek, které pustošily Francii po následujících třicet let.

### Území a dynastie

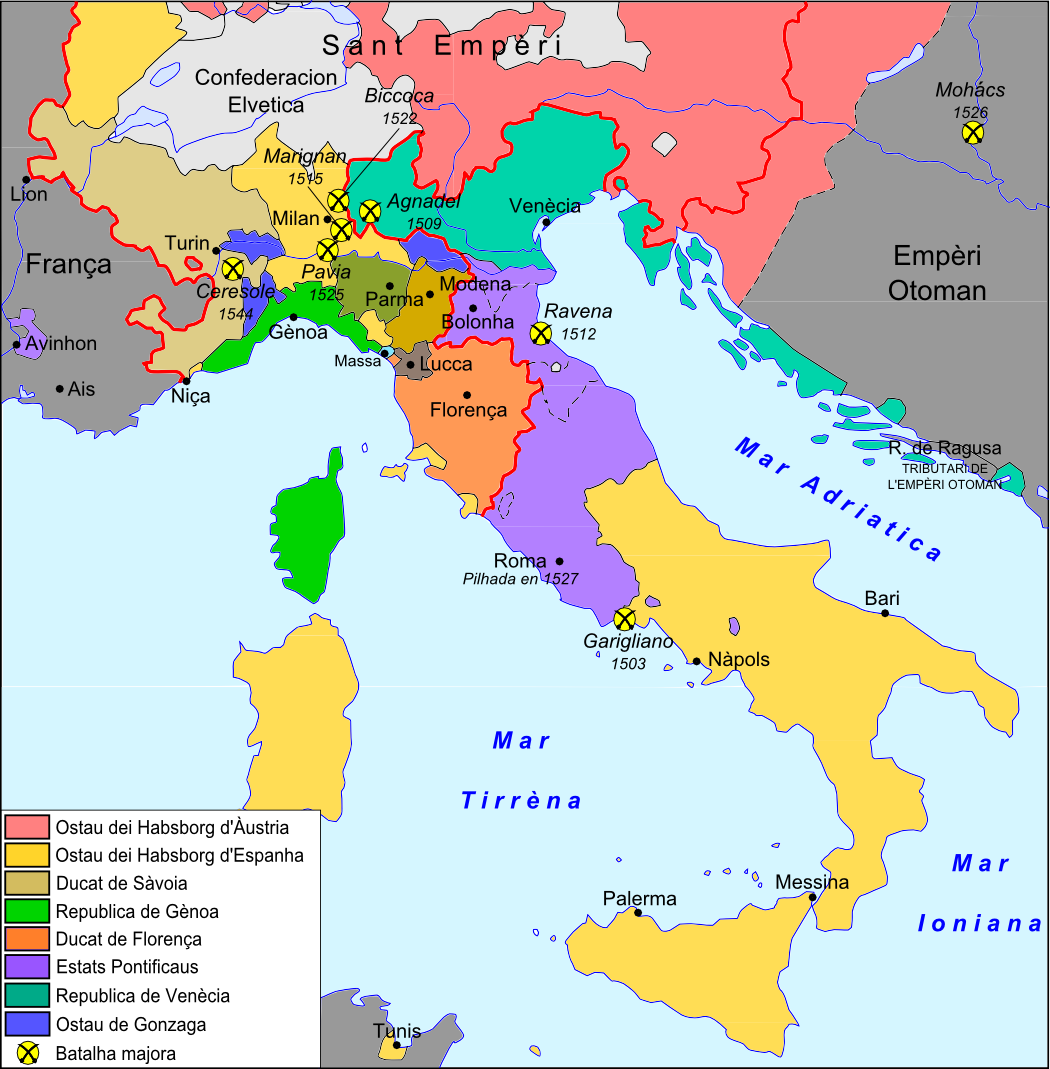
Itálie po smlouvách z Cateau-Cambrésis

Na základě těchto dohod Francie ukončila vojenské operace ve španělském Nizozemí a v říšských lénech severní Itálie. Zároveň ukončila většinu francouzské okupace Korsiky, Toskánska a Piemontu. Na oplátku Anglie a Habsburkové přestali bránit francouzské držení Calais, Trojbiskupství a několika pevností.
Pro Španělsko, navzdory absenci nových územních zisků a navrácení některých okupovaných území Francii, znamenal mír pozitivní výsledek – potvrdil jeho kontrolu nad Nizozemím, Milánským vévodstvím a Sardinským, Neapolským a Sicilským královstvím. Ferdinand I. ponechal Trojbiskupství pod francouzskou okupací, ale Nizozemí a většina severní Itálie zůstaly součástí Svaté říše římské jako císařská léna. Kromě toho papež konečně uznal jeho titul římského císaře, což odmítal učinit, dokud válka mezi Francií a Habsburky pokračovala.
Anglie v této válce utrpěla značné ztráty a ztráta její poslední pevnosti na evropském kontinentu poškodila její mezinárodní prestiž.
Po skončení konfliktu byla Itálie rozdělena mezi místokrálovství španělských Habsburků na jihu a formální léna císařské koruny na severu. Císařským státům vládl rod Medicejů v Toskánsku, španělští Habsburkové v Miláně, rod Este v Modeně a Savojští v Piemontu (kteří v roce 1562 přesunuli své hlavní město do Turína). Neapolské, Sicilské a Sardinské království bylo pod přímou nadvládou španělských Habsburků.
Tato situace trvala až do evropských válek o dědictví v 18. století, kdy severní Itálie přešla pod rakouský rod Habsbursko-Lotrinských a jižní Itálie pod španělské Bourbony.
Smlouva z Cateau-Cambrésis, která Itálii přinesla dlouhé období míru a ekonomické stability (kritiky označované jako stagnace), znamenala konec italské renesance a přechod k baroku (Vivaldi, Bernini, Caravaggio, ale také Vico, Bruno, Galileo).

### Náboženství
Někteří historici tvrdili, že všichni signatáři smlouvy museli „očistit své země od kacířství“, tedy že všichni jejich poddaní měli být násilně navráceni ke katolicismu. Například Visconti (2003) uvedl, že když na něj Španělsko vyvíjelo tlak k prosazení tohoto závazku, Emmanuel Filibert, vévoda savojský, vydal Edikt z Nice (15. února 1560), který zakazoval protestantismus pod hrozbou vysoké pokuty, zotročení nebo vyhnanství. To brzy vedlo k ozbrojenému povstání protestantských valdenských na jeho panství, které trvalo až do července 1561.
Moderní historici se však neshodují na hlavních motivech Filipa II. Španělského a zejména Jindřicha II. Francouzského pro uzavření mírové smlouvy. Jindřich II. totiž prohlásil před pařížským parlamentem, že boj proti kacířství vyžaduje veškerou jeho sílu, a proto potřebuje uzavřít mír se Španělskem. Lucien Romier (1910) proto tvrdil, že kromě velkých finančních problémů „měl náboženský motiv Jindřicha velkou, ne-li rozhodující váhu“.
Podle Rainera Babela (2021) „toto je názor, který pozdější výzkumy, byť s jistými nuancemi v detailech, nevyvrátily“, ale dodal, že Bertrand Haan (2010) přišel s odlišnou interpretací, která toto přesvědčení zpochybňuje. Haan (2010) argumentoval, že finance byly důležitější než domácí náboženské rozpory; skutečnost, že tyto rozpory byly v 60. letech 16. století výrazné jak ve Francii, tak ve Španělsku, mohla historiky svést k přeceňování role náboženství v mírové smlouvě z roku 1559.
Megan Williamsová (2011) shrnula: „Haan tvrdí, že to nebyla samotná smlouva, ale její následné interpretace, které podnítily francouzské náboženské konflikty. Prioritou smlouvy, jak uvádí, nebylo katolické spojenectví s cílem vymýtit kacířství, ale potvrzení cti a přátelství jejích signatářů, posvěcené sérií dynastických sňatků“.
Podle Haana neexistují důkazy o katolickém spojenectví mezi Francií a Španělskem za účelem vymýcení protestantismu, i když někteří současníci poukazovali na druhý článek smlouvy jako důkaz takové dohody: „Druhý článek vyjadřuje přání svolat ekumenický koncil. Lidé, nejprve současníci, usoudili, že dohoda stvrdila vznik jednotné fronty Filipa II. a Jindřicha II. proti protestantismu v jejich státech i v Evropě. Analýza průběhu jednání však ukazuje, že tomu tak nebylo“.
Papež Pius V. v roce 1569 povýšil florentského vévodu Cosima I. de' Medici na velkovévodu toskánského, což bylo potvrzeno císařem, ačkoli Filip II. Španělský tento krok neschvaloval. Ačkoli diplomatická role papežství během náboženských válek vzrostla, papežové a papežští legáti nehráli žádnou roli při vyjednávání nejvýznamnějších příměří a smluv mezi habsburskými a valoisovskými panovníky v tomto období.